# Папино (Калужская область)
Па́пино— деревня в Жуковском районе Калужской области, в составе сельского поселения «Деревня Чубарово».

## География
Расположена на севере Калужской области у федеральной автодороги А-130 на административной границе Калужской области и Новой Москвы. Рядом деревни Чубарово и Никольское.

## Климат
Умеренно-континентальный с выраженными сезонами года: умеренно жаркое и влажное лето, умеренно холодная зима с устойчивым снежным покровом. Средняя температура июля +18 °C, января −9 °C. Теплый период длится в среднем около 220 дней.

## Население
| 2002 | 2010 |
| ---- | ---- |
| 159  | ↗175 |

## История
В 1782 году село Никольское, сельцо Папино и деревни Чубарово Александра Петровича Глебова Боровского уезда, Папино — на правом берегу Нары.
В 1913 году сельцо Папино Чубаровской волости Боровского уезда Калужской губернии в котором постоянно проживало 157 человек, из которых мужчин — 83, женщин — 74.
В декабре 1918 года Папино и ещё несколько населённых пунктов волости были переданы в состав Наро-Фоминского уезда Московской губернии.
С 1 октября 1929 года — в составе Центрально-Промышленной области РСФСР, а с 3 июня 1929 года — Московской области. Впоследствии, как населённый пункт Угодско-Заводского района деревня вошла в состав образованной 5 июля 1944 года Калужской области.
В годы Великой Отечественной войны Папино было оккупирована войсками нацистской Германии с начала октября по конец декабря 1941 года. Располагаясь по обеим сторонам Варшавского шоссе, непосредственно на линии фронта по берегам реки Нары, деревня постоянно подвергалась артобстрелам и бомбардировкам с воздуха и была сильно разрушена.

## Объекты историко-культурного наследия
- Братская могила воинов, погибших в годы Великой Отечественной войны. Захоронение и монумент расположены в центре деревни. В начале 1950-х годов здесь были перезахоронены из могил в Горках, Каменке и Крестах, а также найденные по берегам реки Нары останки воинов 201-й и 10-й воздушно-десантных бригад 5-го корпуса ВДВ, погибших в 1941 году. Всего в могиле покоится прах 229 советских воинов[9].
- Восточнее деревни, на противоположном берегу реки Нары — мемориал «Рубеж обороны Москвы 1941 года».
- Примерно в 1,5 километрах северо-западнее расположен природный объект — водопад Радужный — 55°12′44″ с. ш. 36°57′15″ в. д.HGЯO